# Yuhu, Jiedong
Yuhu (kinesiska: 玉湖) är en köping i sydöstra Kina. Den ligger i stadsdistriktet Jiedong i staden Jieyang i provinsen Guangdong, omkring 310 kilometer öster om provinshuvudstaden Guangzhou. Antalet invånare är 81 390. Befolkningen består av 40 053 kvinnor och 41 337 män. Barn under 15 år utgör 23,0 %, vuxna 15-64 år 66 %, och äldre över 65 år 9,0 %.